# Hyalurga scotina
Hyalurga scotina là một loài bướm đêm thuộc phân họ Arctiinae, họ Erebidae.